# Juramento (singel)
„Juramento” (lub „Juramento (The Way to Love)”) to piosenka latin-popowa stworzona na piąty hiszpańskojęzyczny album studyjny portorykańskiego piosenkarza Ricky’ego Martina pt. Almas del silencio (2003). Wyprodukowany przez George’a Noriegę, utwór wydany został jako czwarty singel promujący krążek dnia 23 września 2003 roku.

## Teledysk
Wideoklip do utworu wyreżyserował Joseph Kahn. Istnieją dwie jego wersje: hiszpańskojęzyczna i hiszpańsko-/anglojęzyczna.